# 米德塞克斯郡旗
米德塞克斯郡旗（flag of Middlesex）是英國英格蘭米德塞克斯郡的郡旗，其圖案為紅底，上有一個皇冠和三把刀。該旗幟曾是米德塞克斯郡議會的旗幟，在1965年停止使用。